# Aulendorf
Aulendorf ist eine Stadt am Westrand des Schussentals im Landkreis Ravensburg im Südosten von Baden-Württemberg. Die ehemalige Residenzstadt und Eisenbahnerstadt ist ein Kurort.
Aulendorf war ursprünglich ein Marktflecken und Residenzort der Grafen von Königsegg-Aulendorf. Aulendorf wuchs im 19. Jahrhundert als Eisenbahnknoten stark an, erhielt 1950 die Stadtrechte und wurde 1972 im Rahmen der Gemeindereform nochmals vergrößert. Aulendorf ist ein Kneippkurort und verfügt über mehrere Kliniken sowie ein Thermalbad.

## Geographie

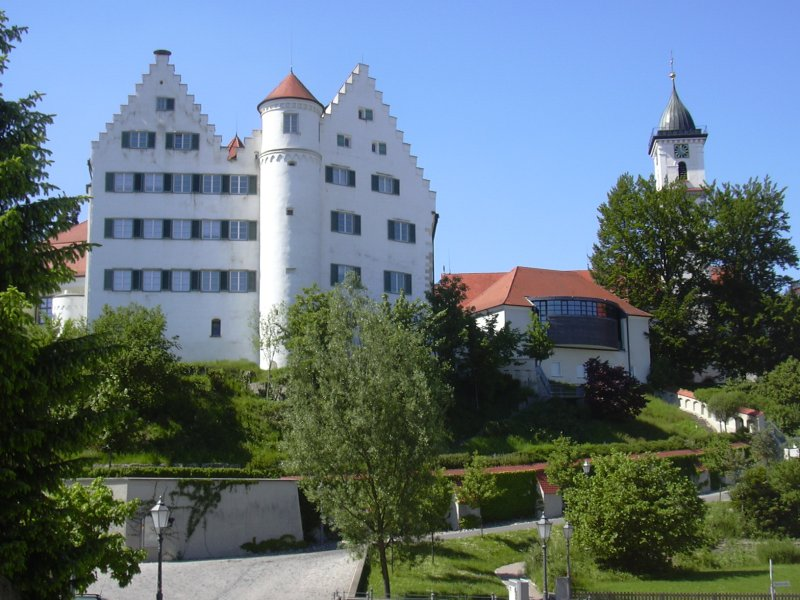
Schloss Aulendorf

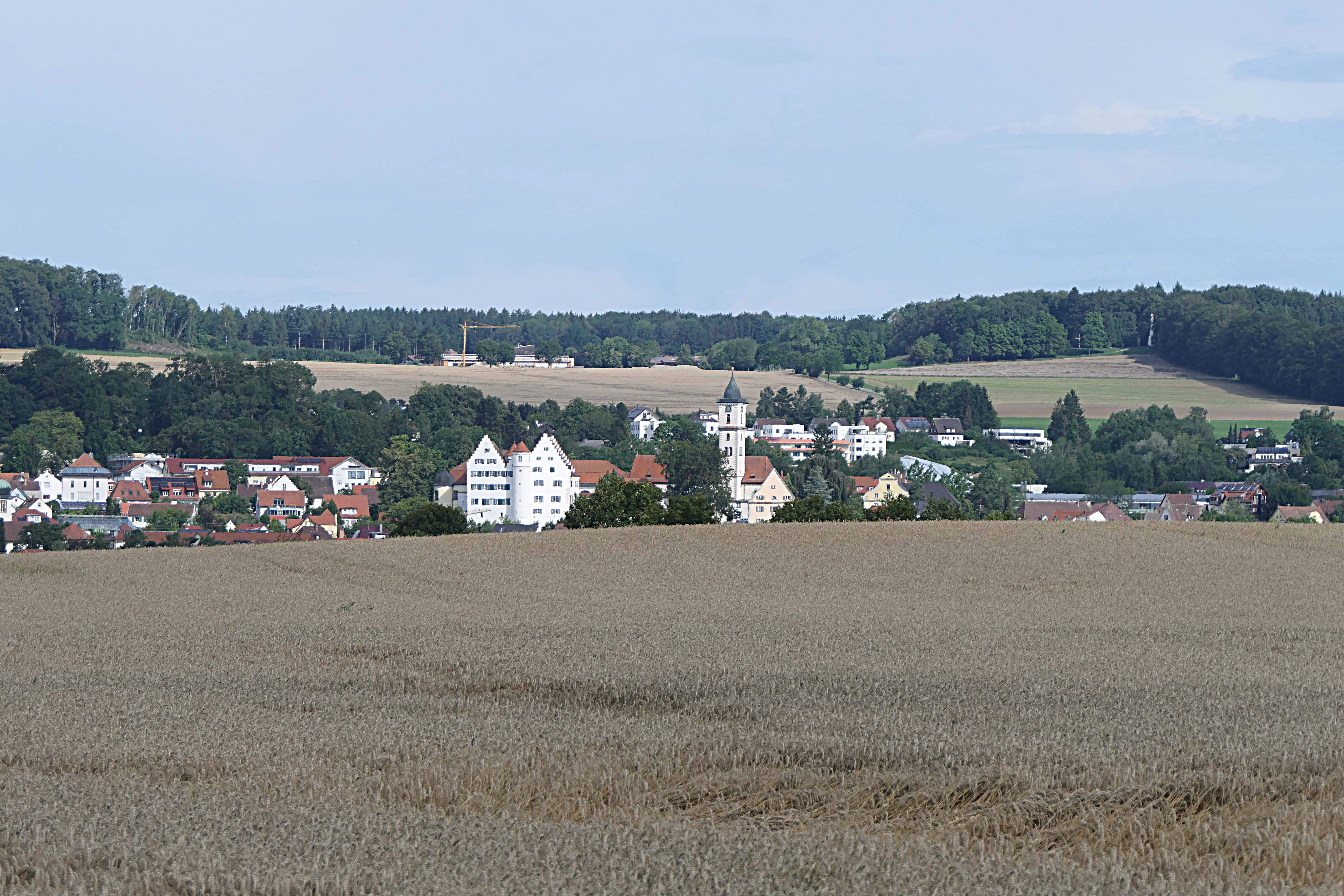
Aulendorf von Südosten

### Geographische Lage
Aulendorf liegt zentral in Oberschwaben nordnordwestlich des Altdorfer Walds und erstreckt sich im Schussenbecken, das im Volksmund Schussental genannt wird.
In der Nähe (bei Bad Schussenried) befindet sich der Schussenursprung, die Quelle der Schussen, an der Aulendorf liegt. Das Stadtgebiet erstreckt sich von 540 bis 676 m ü. NN. Die höchste Stelle bildet ein Punkt im Wald zwischen der Hohkreuzkapelle und Ebisweiler.

### Nachbargemeinden
An die Stadt Aulendorf grenzen im Uhrzeigersinn, beginnend im Norden: Bad Schussenried (Landkreis Biberach), Ingoldingen (Landkreis Biberach), Bad Waldsee, Wolpertswende, Altshausen und Ebersbach-Musbach (alle Landkreis Ravensburg).

### Stadtgliederung

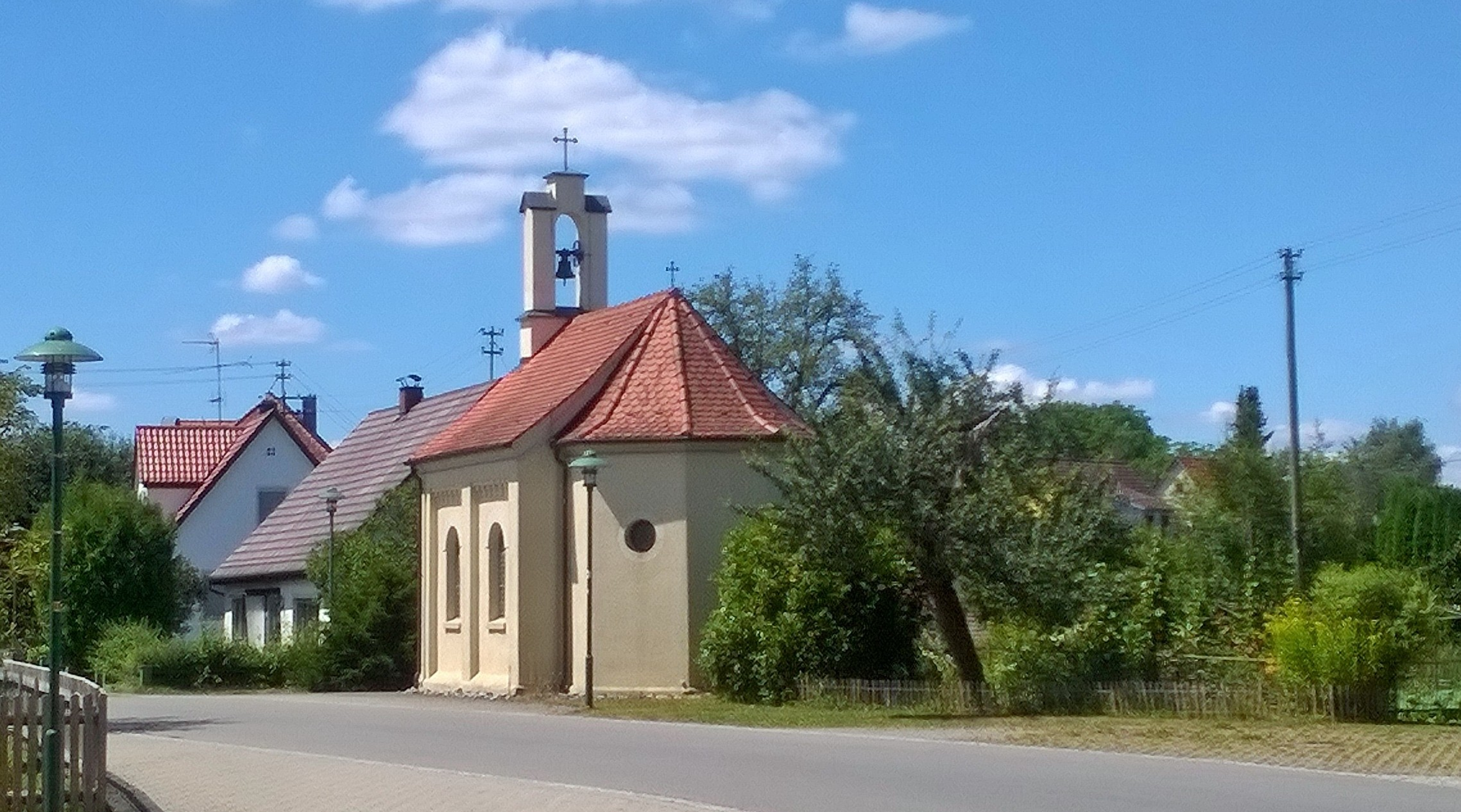
Kapelle St. Joseph in Tannhausen

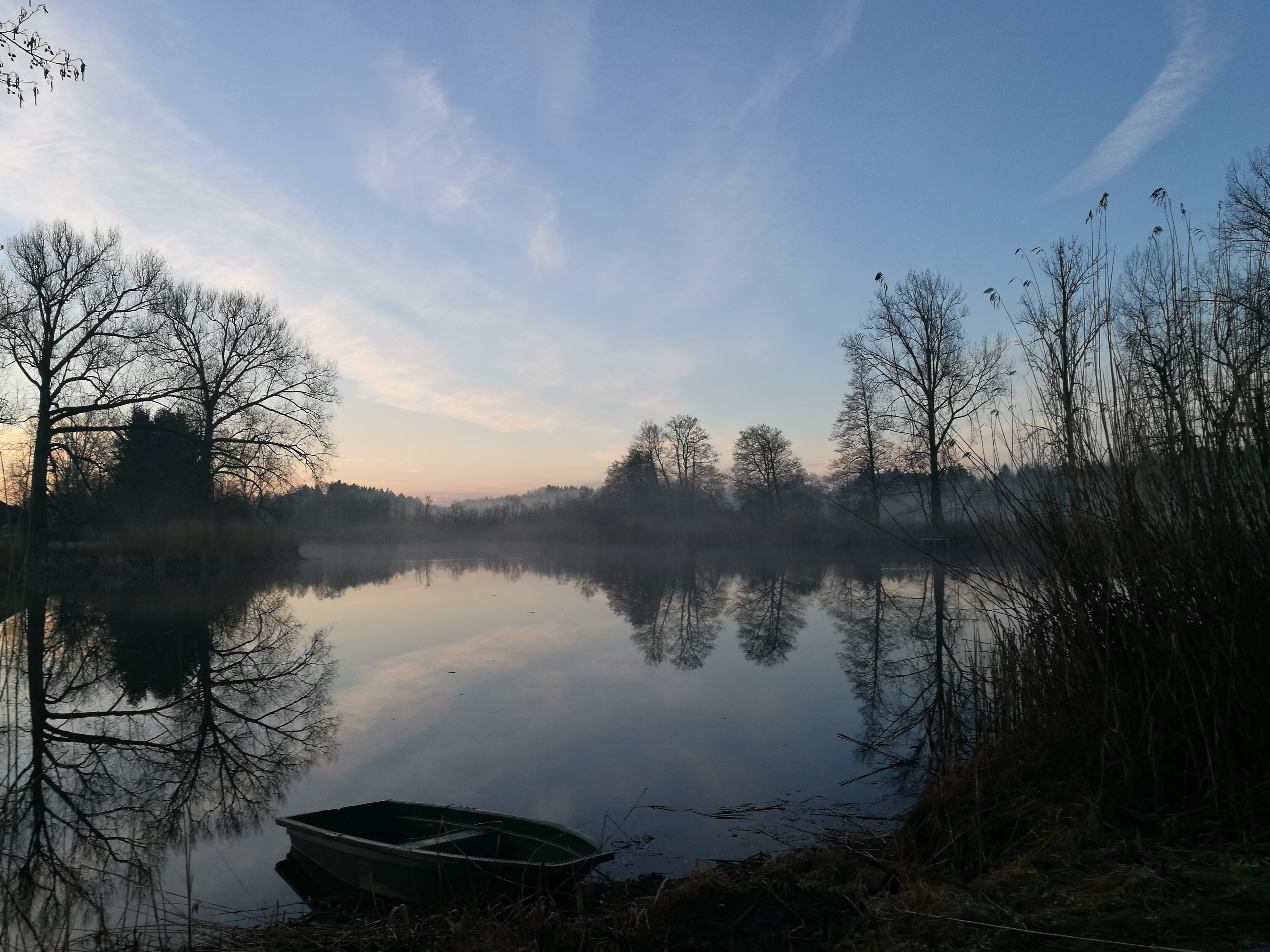
Haslacher Weiher

Das Stadtgebiet Aulendorfs besteht aus der Kernstadt und den im Rahmen der Gemeindereform der 1970er Jahre eingegliederten Gemeinden Blönried, Zollenreute und Tannhausen.
Diese drei Stadtteile bzw. Stadtbezirke sind zugleich Ortschaften im Sinne von §§ 67 ff. der Gemeindeordnung, das heißt, sie haben jeweils einen von den Wahlberechtigten bei jeder Kommunalwahl direkt zu wählenden Ortschaftsrat, mit einem Ortsvorsteher als Vorsitzenden. Die Zahl der Ortschaftsräte beträgt in allen Ortschaften neun. Zum 1. Januar 2006 wurden die Ortschaftsverwaltungen in allen drei Teilorten aufgelöst.
Zu einigen Stadtteilen gehören weitere räumlich getrennte Wohnplätze mit eigenem Namen, die oft sehr wenige Einwohner haben, oder Wohngebiete mit eigenem Namen, deren Bezeichnung sich im Laufe der Bebauung ergeben haben und deren Grenzen dann meist nicht genau festgelegt sind. Im Einzelnen handelt es sich um folgende Gebiete:
- zu Blönried: Steinenbach, Münchenreute, Halderhof, Multer, Lohren
- zu Zollenreute: Rugetsweiler, Schindelbach, Esbach, Vogelsang, Vogelplatz, Poppenmaier, Geiger-Röschen, Röhren, Wallenreute, Unterrauhen, Oberrauhen, Spiegler, Faßmacherhof
- zu Tannhausen: Tannweiler, Haslach mit dem gleichnamigen Weiher, Tiergarten, Geblisberg, Spiegler, Lippertsweiler, Allgaierhof

Ebisweiler, Kapellenhof, Laubbronnen, Steegen und Blumenau gehören direkt zu Aulendorf.

### Klima
|                        | Jan  | Feb  | Mär  | Apr  | Mai  | Jun   | Jul   | Aug   | Sep  | Okt  | Nov  | Dez  |   |       |
| Mittl. Temperatur (°C) | −1,8 | −0,3 | 3,2  | 7,1  | 11,7 | 14,9  | 17,0  | 16,2  | 13,1 | 8,3  | 2,7  | −0,8 | ⌀ | 7,6   |
|                        |      |      |      |      |      |       |       |       |      |      |      |      |   |       |
| Niederschlag (mm)      | 47,2 | 48,1 | 49,2 | 74,5 | 96,8 | 115,1 | 110,6 | 105,2 | 79,6 | 58,6 | 64,3 | 52,7 | Σ | 901,9 |
|                        |      |      |      |      |      |       |       |       |      |      |      |      |   |       |
| Sonnenstunden (h/d)    | 1,5  | 2,6  | 4,1  | 5,1  | 6,5  | 7,0   | 7,9   | 7,0   | 5,6  | 3,6  | 1,9  | 1,3  | ⌀ | 4,5   |

|  |

|  |

|  |

|  |

|  |

|  |

|  |

|  |

|  |

|  |

|  |

|  |

|  |

|  |

|  |

|  |

|  |

|  |

|  |

|  |

|  |

|  |

|  |

|  |

## Geschichte

### Frühzeit

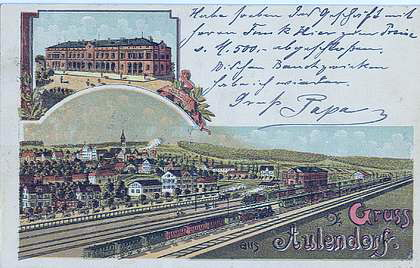
Bahnhof um 1900

Das Gebiet um Aulendorf weist eine lange Siedlungsgeschichte auf, die bis in die Jungsteinzeit zurückreicht. Die ersten nachgewiesenen Siedler waren jungsteinzeitliche Bauern, deren Spuren in Form von Pfahlbauten am Grund des Steegersees gefunden wurden. Ein bronzezeitliches Ganzscheibenrad deutet auf eine Moorrandsiedlung in dieser Epoche hin. 
Vor den Römern wurde das Land von keltischen Vindelikern genutzt.

In den ersten nachchristlichen Jahrhunderten befand sich an dieser Stelle ein römischer Gutshof, dessen Existenz durch feste Mauerwerksreste und den Flurnamen „Am Römerbad“ belegt ist. Die eigentliche Ortsgründung von Aulendorf erfolgte durch die Alemannen, die sich im ausgehenden 6. oder beginnenden 7. Jahrhundert niederließen und ein Dorf errichteten.

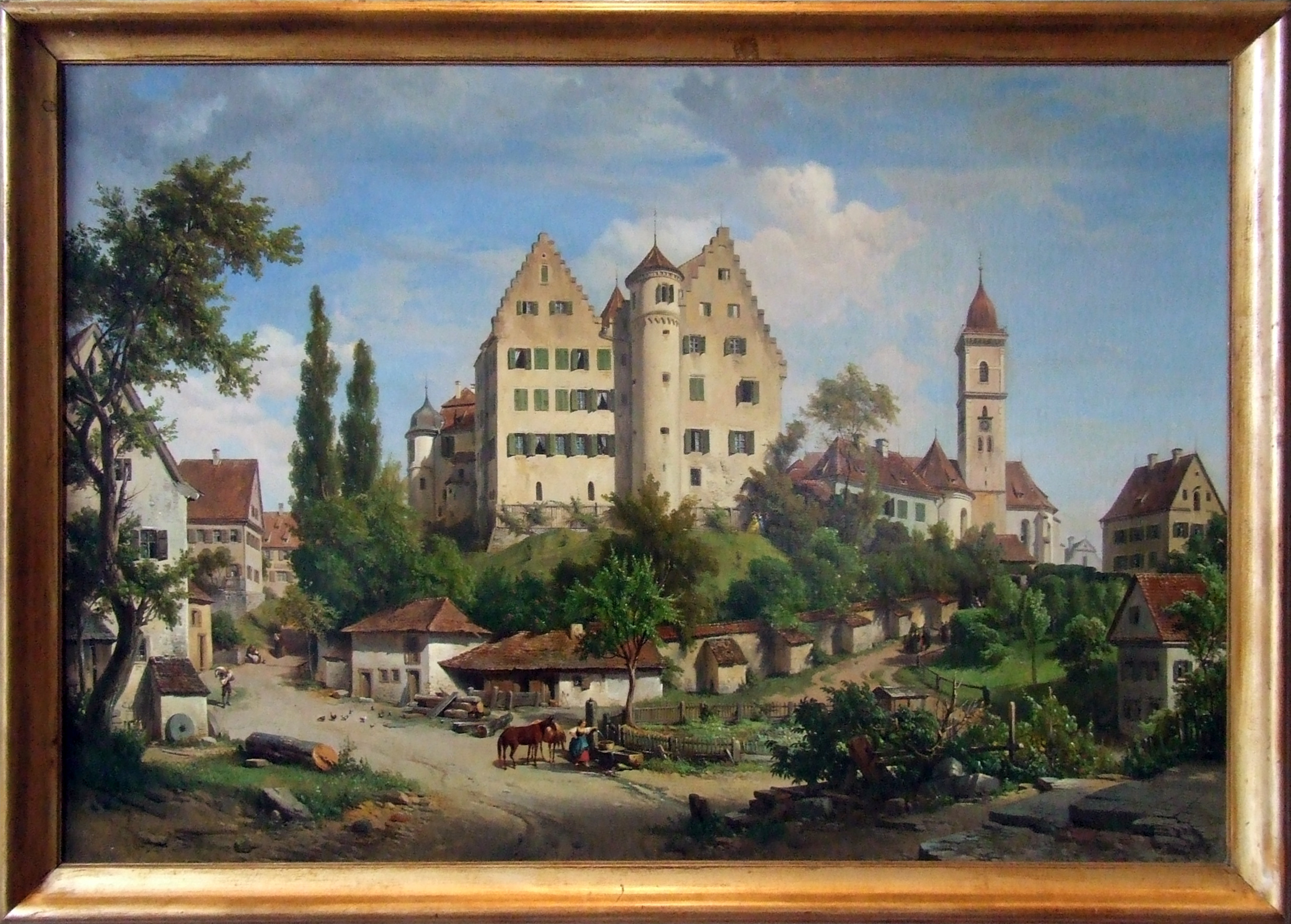
Schloss Aulendorf, Gemälde von Albert Emil Kirchner, 1860

### Mittelalter und Neuzeit
Aulendorf wurde im 11. Jahrhundert als Aligedorf erstmals urkundlich erwähnt. Zunächst war es welfischer Besitz, dann staufisch, seit dem späten Mittelalter unter den Herren von Königsegg, danach unter den Grafen von Königsegg-Aulendorf und ab 12. Juli 1806 württembergisch. 1682 erhielt Aulendorf Marktrechte, nachdem 1681 die neu gebildete Linie Königsegg-Aulendorf hier ihren Sitz genommen hatte. Im Königreich Württemberg gehörte der Ort zum Oberamt Waldsee erst von 1806 bis 1934, danach Kreis Waldsee von 1934 bis 1938.
Seit dem 26. Mai 1849 liegt Aulendorf an der Bahnstrecke Ulm–Friedrichshafen, mit Inbetriebnahme der Bahnstrecke Herbertingen–Isny am 25. Juli 1869 wurde der Ort zum Eisenbahnknotenpunkt. Die Lokstation Aulendorf, die bis 1910 noch mit Torf befeuerte Lokomotiven zum Einsatz vorbereitete, wurde nach dem Ersten Weltkrieg zu einem Bahnbetriebswerk erweitert.
Bei der Verwaltungsreform während der NS-Zeit in Württemberg gelangte Aulendorf 1938 zum Landkreis Ravensburg.
Aulendorf war nach dem Zweiten Weltkrieg Teil der Französischen Besatzungszone und geriet somit 1947 zum neu gegründeten Land Württemberg-Hohenzollern, das 1952 im Land Baden-Württemberg aufging.
Im Jahr 1950 wurde Aulendorf zur Stadt erhoben, 1956 das Progymnasium und 1974 das voll ausgebaute Gymnasium eröffnet.

### Eingemeindungen
Am 1. Februar 1972 wurden die bis dahin selbstständigen Gemeinden Blönried, Tannhausen und Zollenreute nach Aulendorf eingemeindet.

## Religionen
In Aulendorf bestehen sowohl eine römisch-katholische als auch eine evangelische Kirchengemeinde (Kirchengemeinde Aulendorf). Zudem ist auch die neuapostolische Kirche in der Stadt vertreten.
Im Gemeindeteil Blönried gründeten der katholische Orden der Steyler Missionare 1925 das Studienseminar St. Johann zur Ausbildung von Ordensnachwuchs, das 2013 endgültig geschlossen wurde.

## Politik

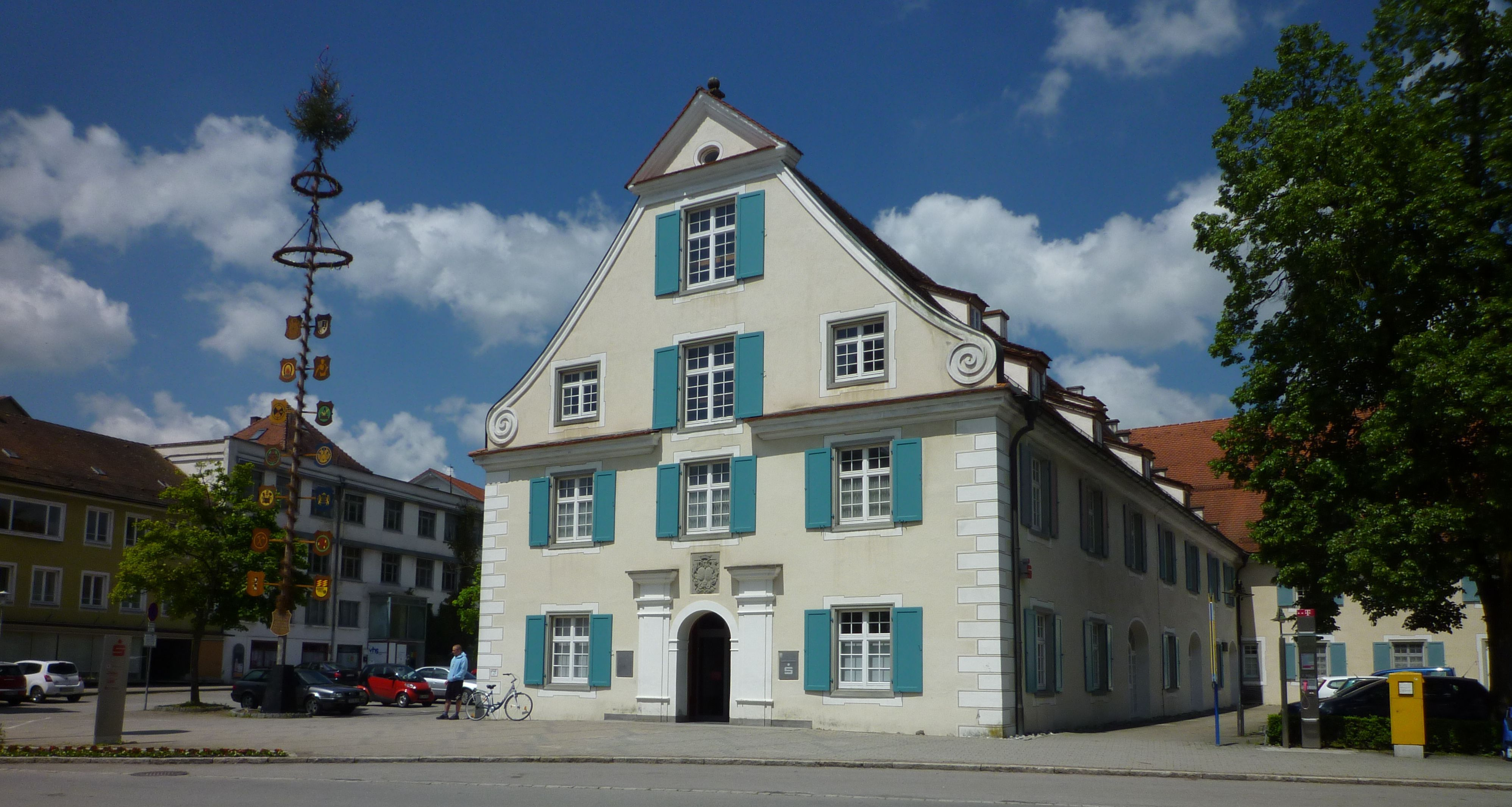
Schlossplatz mit Maibaum neben der Sparkasse Aulendorf

### Gemeinderat
Der Gemeinderat in Aulendorf besteht aus den 18 gewählten ehrenamtlichen Gemeinderäten und dem Bürgermeister als Vorsitzendem. Der Bürgermeister ist im Gemeinderat stimmberechtigt.
Die Kommunalwahl am 9. Juni 2024 führte zu folgendem Ergebnis:
| Parteien und Wählergemeinschaften | Parteien und Wählergemeinschaften           | % 2024  | Sitze 2024 | % 2019 | Sitze 2019 | Kommunalwahl 2024 %403020100 34,43 %25,01 %24,45 %16,09 % CDUFWBUSSPDGewinne und Verlusteim Vergleich zu 2019 %p 10 8 6 4 2 0 −2 −4 −6 −8−10+0,23 %p+8,11 %p−8,45 %p−0,01 %pCDUFWBUSSPD |
| CDU                               | Christlich Demokratische Union Deutschlands | 34,43   | 6          | 34,2   | 6          | Kommunalwahl 2024 %403020100 34,43 %25,01 %24,45 %16,09 % CDUFWBUSSPDGewinne und Verlusteim Vergleich zu 2019 %p 10 8 6 4 2 0 −2 −4 −6 −8−10+0,23 %p+8,11 %p−8,45 %p−0,01 %pCDUFWBUSSPD |
| FWV                               | Freie Wählervereinigung                     | 25,02   | 5          | 16,9   | 3          | Kommunalwahl 2024 %403020100 34,43 %25,01 %24,45 %16,09 % CDUFWBUSSPDGewinne und Verlusteim Vergleich zu 2019 %p 10 8 6 4 2 0 −2 −4 −6 −8−10+0,23 %p+8,11 %p−8,45 %p−0,01 %pCDUFWBUSSPD |
| BUS                               | Bündnis für Umwelt und Soziales             | 24,45   | 4          | 32,9   | 6          | Kommunalwahl 2024 %403020100 34,43 %25,01 %24,45 %16,09 % CDUFWBUSSPDGewinne und Verlusteim Vergleich zu 2019 %p 10 8 6 4 2 0 −2 −4 −6 −8−10+0,23 %p+8,11 %p−8,45 %p−0,01 %pCDUFWBUSSPD |
| SPD                               | Sozialdemokratische Partei Deutschlands     | 16,09   | 3          | 16,1   | 3          | Kommunalwahl 2024 %403020100 34,43 %25,01 %24,45 %16,09 % CDUFWBUSSPDGewinne und Verlusteim Vergleich zu 2019 %p 10 8 6 4 2 0 −2 −4 −6 −8−10+0,23 %p+8,11 %p−8,45 %p−0,01 %pCDUFWBUSSPD |
| gesamt                            | gesamt                                      | 100,0   | 18         | 100,0  | 18         | Kommunalwahl 2024 %403020100 34,43 %25,01 %24,45 %16,09 % CDUFWBUSSPDGewinne und Verlusteim Vergleich zu 2019 %p 10 8 6 4 2 0 −2 −4 −6 −8−10+0,23 %p+8,11 %p−8,45 %p−0,01 %pCDUFWBUSSPD |
| Wahlbeteiligung                   | Wahlbeteiligung                             | 60,14 % | 60,14 %    | 54,8 % | 54,8 %     | Kommunalwahl 2024 %403020100 34,43 %25,01 %24,45 %16,09 % CDUFWBUSSPDGewinne und Verlusteim Vergleich zu 2019 %p 10 8 6 4 2 0 −2 −4 −6 −8−10+0,23 %p+8,11 %p−8,45 %p−0,01 %pCDUFWBUSSPD |

### Bürgermeister
- 1954–1968: August Kink
- 1968–1988: Heinz Lang (CDU)
- 1988–2004: Johannes Heinzler (CDU)
- 2004–2008: Georg Eickhoff (CDU)
- 2008–2008: Matthias Burth (parteilos)

Georg Eickhoff (CDU) erklärte am 27. Mai 2008 überraschend seinen Rücktritt. Seit dem 1. Oktober 2008 ist der am 31. August 2008 gewählte parteilose Matthias Burth im Amt, der zuvor Kämmerer in Talheim war. Burth wurde 2016 und 2024 wiedergewählt.

### Verschuldung

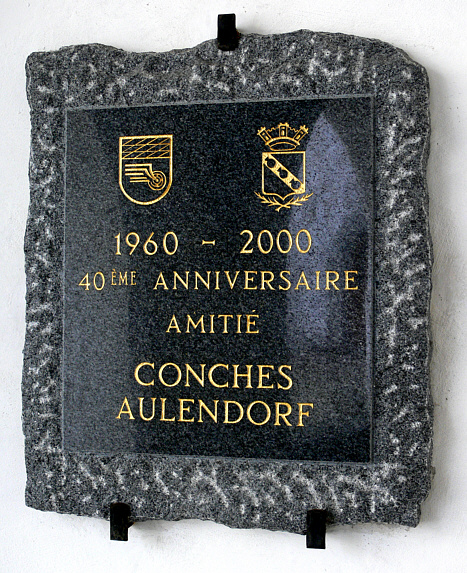
Gedenktafel zum 40-jährigen Jubiläum der Städtepartnerschaft mit Conches

Die Stadt Aulendorf hatte 2008 bei 10.000 Einwohnern rund 64 Millionen Euro Schulden. Sie war damit die am höchsten verschuldete Gemeinde in Baden-Württemberg. Die Schulden rühren vor allem aus einer verfehlten Kurpolitik in den 1990er Jahren und städtischer Misswirtschaft.
Die unter Bürgermeister Johannes Heinzler (CDU, 1988–2004) errichteten Kurkliniken samt Thermalbad konnten von Anfang an nicht profitabel betrieben werden. Die anfallenden Defizite wurden durch die Stadt gedeckt. Durch fehlende Jahresabschlüsse, gefälschte Verträge und Buchungstricks konnte man die Finanzprobleme gegenüber den Aufsichtsbehörden jahrelang vertuschen. Ende 2004 betrug der offizielle Schuldenstand Aulendorfs 20 Millionen Euro.
Heinzler wurde 2008 vom Amtsgericht Bad Waldsee wegen Untreue zu einer Geldstrafe verurteilt. Er hatte städtische Grundstücke unter Wert verkauft.
Der Bürgermeister von 2004 bis 2008, Georg Eickhoff (CDU), privatisierte die Klinik und das Altenheim. Außerdem legte er ein Haushaltssicherungskonzept vor, das die Schließung von Ortschaftsverwaltungen, Streichung von Vereinszuschüssen, Einführung von Hallengebühren und Einsparungen bei Reinigungsleistungen vorsah. Dennoch stieg die Schuldenlast unter seiner Ägide auf 64 Millionen Euro an. Sechs Millionen Euro gingen der Stadt verloren, weil sie Kanal- und Klärbeiträge bei Hauseigentümern nicht erhob.
Eickhoff warf dem Landrat des Landkreises Ravensburg Kurt Widmaier vor, in den Jahren während der Amtszeit seines Vorgängers seine Aufsichtspflicht gegenüber der Gemeinde verletzt zu haben und damit eine Mitschuld an dem Schuldenberg in Aulendorf zu haben. Der Gemeinderat beschloss am 27. Dezember 2007, das Land Baden-Württemberg als Rechtsaufsicht des Landkreises Ravensburg auf 22,3 Millionen Euro zu verklagen. Die Klage wurde am 25. August 2008 vom Gemeinderat zurückgezogen.
Die Gemeindeprüfungsanstalt (GPA) kam im Juni 2008 zu dem Schluss, dass sich die Stadt alleine nicht mehr des Schuldenberges entledigen kann. Sie machte eine intransparente Darstellung der tatsächlichen Finanzkraft, fehlendes Gegensteuern und Mängel in der Aufbau- und Ablauforganisation der Verwaltung zum Vorwurf. Bürgermeister Eickhoff trat kurz vor der Übergabe des GPA-Berichts von seinem Amt zurück.
Im Jahr 2009 beschloss der baden-württembergische Ministerrat ein Maßnahmenpaket, das bei gleichzeitigen drastischen Einsparungen der Stadt Aulendorf finanzielle Hilfen in Höhe von 39,2 Millionen Euro bis zum Jahr 2016 vorsah. Aulendorf ist die einzige Stadt in Baden-Württemberg, die finanzielle Zuwendungen vom Land erhält.
2014 lag Aulendorf bei der Schuldentilgung über den Zielvorgaben des mit dem Land Baden-Württemberg geschlossenen Finanzhilfevertrags. Die Gesamtverschuldung lag nur noch bei knapp 24 Millionen Euro. Die Schuldenlast wurde von 2010 bis 2014 um rund 34 Millionen gesenkt. Bis zum Auslaufen des Finanzhilfevertrages mit dem Land im Jahre 2016 standen noch 3,23 Millionen Euro zur Tilgung an.
Zum Jahresende 2018 sollte die Verschuldung der Stadt bis auf 13 Millionen Euro geschrumpft sein. Zugleich plante die Gemeinde, dann über Rücklagen in Höhe von 8,6 Millionen Euro zu verfügen.
Der Schuldenstand per 31. Dezember 2019 belief sich auf unter 10,5 Millionen Euro.

### Wappen
| Wappen der Stadt Aulendorf | Blasonierung: „Unter von Rot und Gold balkenweise linksgerautetem Schildhaupt in Gold ein einfach geflügeltes, rotierendes schwarzes Rad mit goldener Felge und Nabe.“ |
| Wappen der Stadt Aulendorf | Wappenbegründung: Im Schildhaupt nimmt das Wappen Bezug auf das rot-golden gerautete Wappen der Reichsgrafen zu Königsegg-Aulendorf, der ehemaligen Besitzer von Aulendorf. Das geflügelte Rad steht für Hermes aus der griechischen bzw. Mercurius aus der römischen Mythologie. Er ist der Götterbote und symbolisiert die Verbindung, den Warenaustausch, den Handel. Das Rad verdeutlicht die Bedeutung, die Aulendorf als Bahnknotenpunkt besitzt bzw. in früheren autolosen Zeiten besaß. |

### Patenschaften
Von 1969 bis zur Außerdienststellung 2005 hatte Aulendorf die Patenschaft für das U-Boot U 12 der Bundesmarine. Zuvor hatte es auch schon 1967/68 die Patenschaft über das Binnenminensuchboot Holnis. Auf Grund dieser Patenschaften entstand in Aulendorf der Marinechor.

### Städtepartnerschaft
Die Stadt Aulendorf unterhält seit 1960 eine Städtepartnerschaft mit der französischen Gemeinde Conches-en-Ouche in der Normandie.

## Kultur und Sehenswürdigkeiten
Aulendorf liegt an der Oberschwäbischen Barockstraße und der Schwäbischen Bäderstraße, die beide an zahlreichen Sehenswürdigkeiten vorbeiführen.

### Museen
- Ein Medialer Erlebnisparcours macht die Geschichte rund um das Schloss Aulendorf in Form einer kostenlosen App für Android/iOS erlebbar. Filmsequenzen mit Schattenfiguren führen an verschiedenen Stationen zurück in frühere Zeiten. Wer mag, vertieft sein Wissen auf zusätzlichen Leseebenen.[23]
- Das Bürgermuseum im Alten Kino präsentiert einen Rundgang durch die Stadtgeschichte.

### Bauwerke
- Die katholische Pfarrkirche St. Martin enthält Ausstattungsstücke aus allen Epochen von der Gotik bis zum Klassizismus, darunter einen Dreikönigsaltar von 1515 und die Grablege der Grafen von Königsegg (mit Renaissance-Epitaph von 1606).
- Das Schloss Aulendorf vereinigt fünf Stilepochen: Sie ruht auf Resten einer Burganlage aus dem beginnenden 13. Jahrhundert. Das dreigeschossige Fachwerkwohnhaus von 1480 erhielt im 16. Jahrhundert einen Ausbau zur spätgotischen Wohnburg. Im 18. Jahrhundert wurde es zum repräsentativen Schloss umgewandelt.

### Denkmäler
Vom 18. März 1978 bis zum 19. Mai 2010 stand die 50 1650 als Denkmallok vor dem Bahnhof. Jetzt gehört sie der Stiftung Historischer Eisenbahnpark Niederrhein.
Bis 1999 führte eine kleine Gartenbahn um die Museumslok herum. Während ein Teil der Gleise noch immer liegen, ist die Gartenbahn nach Kürnbach umgezogen, da ein Teil der Fläche für einen Straßenneubau benötigt wurde.
Rund um Aulendorf und seine Teilorte und Weiler gibt es 137 Kleindenkmale.

### Regelmäßige Veranstaltungen

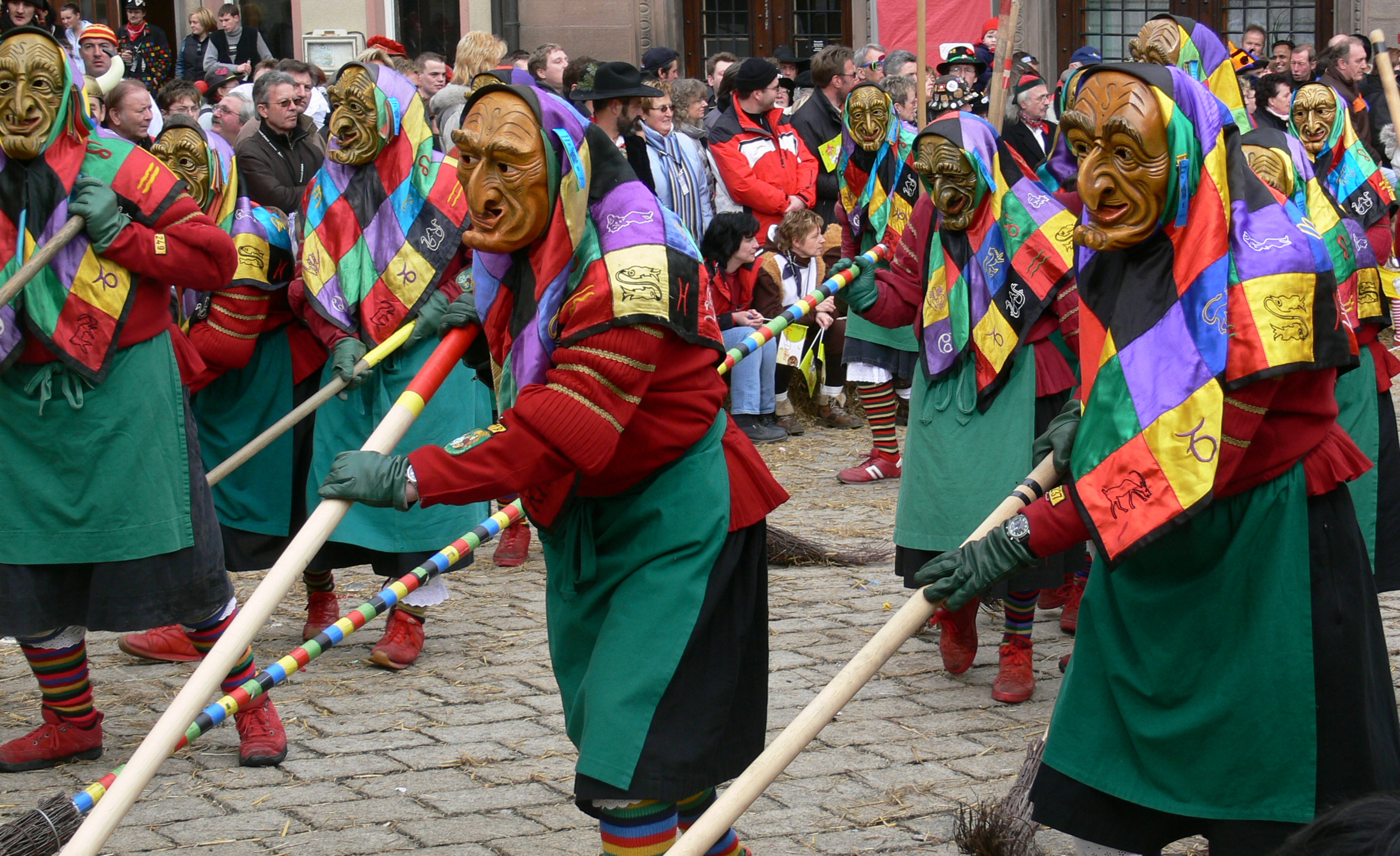
Eckhexen der Narrenzunft Aulendorf

Aulendorf ist eine Hochburg der schwäbisch-alemannischen Fasnet. Treibende Kraft ist die Narrenzunft Aulendorf mit den Narrenfiguren Eckhexe (seit den späten 1930er Jahren), Schnörkele und Fetzle sowie dem Figurenpaar Tschore und Rätsch.
Des Weiteren gibt es auch noch Zünfte in den Teilorten von Aulendorf:
- Zollenreute: Narrenzunft Zollenreute-Schindelbach mit den Figuren Schindelbachgeist und Schussennarr
- Steinenbach: Narrenzunft Stoinabacher Bobbele

Das Schloss- und Kinderfest findet jährlich am 3. Augustwochenende statt.
Im kirchlichen Bereich ist der Evangelische Oberschwabentag (ursprünglich Diasporatag) der oberschwäbischen evangelischen Kirchengemeinden zu nennen, seit 1947 jährlich im Mai im Ortsteil Dobelmühle veranstaltet, mit mehreren hundert bis über tausend Teilnehmern. Eine Vorgängerveranstaltung war seit 1886 der Evangelische Männertag.

## Wirtschaft und Infrastruktur

### Verkehr

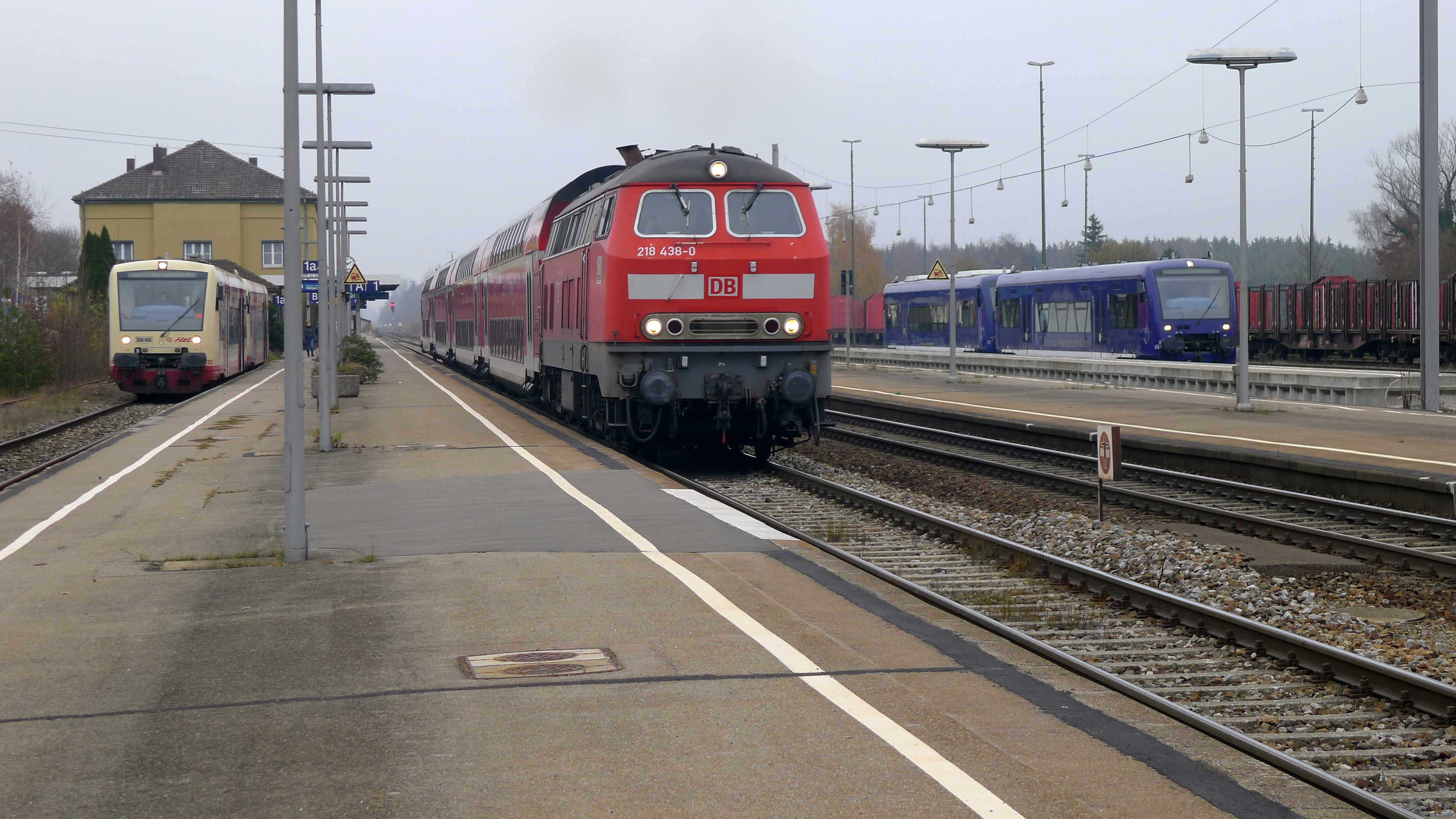
Bahnhof Aulendorf im Jahr 2011 mit Zügen dreier verschiedener Gesellschaften

Aulendorfs Entwicklung wurde wesentlich von der Eisenbahn beeinflusst. Seit der Mitte des 19. Jahrhunderts entwickelte es sich zu einer Eisenbahnstadt. Noch heute ist der Bahnhof Aulendorf ein Eisenbahnknotenpunkt von regionaler Bedeutung. In Aulendorf kreuzen sich die Bahnstrecke Ulm–Friedrichshafen und die Bahnstrecke Herbertingen–Isny. Die Landeshauptstädte Stuttgart und München sind in ca. 1,5 bzw. ca. 2 Stunden erreichbar.
Mit Fertigstellung der Neubaustrecke Stuttgart-Wendlingen voraussichtlich im Jahr 2026 und der bereits fertig gestellten Schnellfahrstrecke Wendlingen-Ulm als Teil des Bahnprojekts Stuttgart 21, soll sich die Fahrzeit nach Stuttgart um ca. 20 Minuten verkürzen. Nicht zuletzt hierfür wurde im Jahr 2021 die Elektrifizierung der Südbahn abgeschlossen.
An Sonn- und Feiertagen zwischen Mai und Oktober verkehrt der „3-Löwen-Takt Radexpress Oberschwaben“ von Aulendorf aus nach Bad Wurzach oder Pfullendorf.
Die Stadt ist mit einigen Buslinien u. a. mit Altshausen, Bad Waldsee und Ravensburg verbunden und gehört sowohl dem Bodensee-Oberschwaben Verkehrsverbund (bodo) als auch dem Donau-Iller-Nahverkehrsverbund (DING) an.
Der Oberschwaben-Allgäu-Radweg von Ulm über Wangen, Tettnang, Markdorf und Bad Buchau verbindet die Nachbargemeinde Altshausen über die Ortschaften Blönried und Steinenbach mit Aulendorf und führt weiter über Otterswang in die Nachbarstadt Bad Schussenried. Im März 2023 wurde ein Radweg zwischen den Ortsteilen Haslach und Tannhausen fertiggestellt und somit eine Verbindung von Haslach zur Kernstadt geschaffen.

### Unternehmen

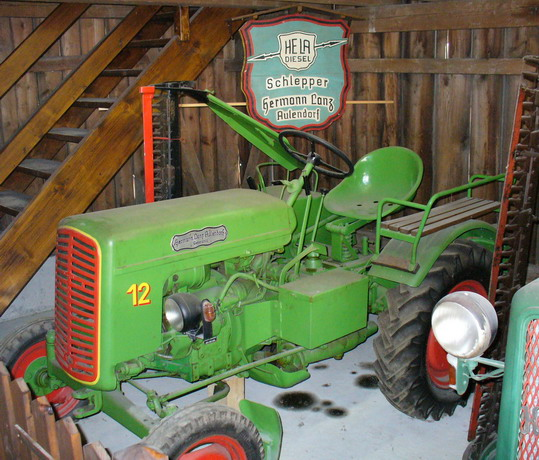
Lanz-Schlepper von 1956

- HELA Traktorenfabrik: Die von Hermann Lanz 1914 begründete Traktorenfabrik (HELA Diesel) machte Aulendorf überregional bekannt. Sie ging 1983 in Konkurs. Zur Unterscheidung von den gleichnamigen Lanz-Traktoren aus Mannheim wurde immer die Bezeichnung „Lanz-Aulendorf“ verwendet.
- Albrecht GmbH: Albrecht wurde 1946 von dem Pharma-Kaufmann Albert Albrecht gegründet und versorgt Tierärzte mit veterinärmedizinischen Erzeugnissen. Seit Mai 2012 gehört die Albrecht GmbH zur börsennotierten, britischen Dechra Pharmaceuticals plc.[27]
- Zollern GmbH und Co. KG: Die Fürstlich-Hohenzollernschen Hüttenwerke Laucherthal haben ein Zweigwerk in Aulendorf. Dort werden Maschinenbauteile gefertigt.
- Carthago Reisemobilbau GmbH: Der Reisemobilhersteller verlegte Ende 2012 seinen Hauptsitz von Ravensburg nach Aulendorf. Das Werk entstand auf einer Fläche von 100.000 m².

### Medien
Aulendorf liegt im Verbreitungsgebiet der Schwäbischen Zeitung. In Aulendorf erscheint das monatliche Kultur- und Veranstaltungsmagazin Blix.

### Öffentliche Einrichtungen
Das Staatliche Tierärztliche Untersuchungsamt Aulendorf – Diagnostikzentrum, eine Einrichtung des Ministeriums für Ländlichen Raum und Verbraucherschutz Baden-Württemberg.

### Freizeiteinrichtungen
Die Schwaben-Therme Aulendorf, ein Thermal- und Freizeitbad mit Entspannungsbereich, Sauna, Römerbad und Wellnessangeboten, wurde 1994 eröffnet, nachdem einige Jahre vorher heißes Thermalwasser bei Bohrungen gefunden wurde. Das Gebäude verfügt über ein bewegliches Kuppeldach, das die darunterliegenden Thermalinnenbecken schützt.
Der Steeger See, ein öffentliches Freibad, ist ein Natur- und Moorsee.
Die Dobelmühle im Ortsteil Blönried beherbergt seit 1988 eine Jugendbegegnungsstätte des Evangelischen Jugendwerks. Es gibt dort ein Gruppenhaus, Zeltplatz, Badesee, Hochseilgarten, Kletterwand, Kistenstapeln, Mutsprung, Beachvolleyball, Seilbahn, Kicker, Billard und erlebnispädagogische Angebote.

### Forschung und Bildung
Das Bildungs- und Wissenszentrum für Viehhaltung, Grünlandwirtschaft, Fischerei und Wild (vormals: Staatliche Lehr- und Versuchsanstalt für Viehhaltung und Grünlandwirtschaft) ist eine landesweite Lehr- und Versuchsanstalt für Aus- und Fortbildung in landwirtschaftlichen Berufen und Forschung in den Bereichen Viehhaltung, Grünlandwirtschaft, Wild- und Fischereibiologie.
In Aulendorf betreibt der Landkreis Ravensburg eine (kaufmännische und gewerbliche) Berufliche Schule, die einen Schwerpunkt bei der Ausbildung zu medizinisch-technischen Assistentinnen und verwandten Berufen hat. Die Stadt Aulendorf ist Träger einer Grundschule, einer Haupt- und Realschule und des Gymnasiums Aulendorf. Für die jüngsten Einwohner bestehen neun Kindergärten verschiedener Träger in der Stadt.
Das Studienkolleg St. Johann Blönried in Aulendorf-Blönried ist ein Katholisches Freies Gymnasium in der Trägerschaft der gleichnamigen Schulstiftung.

## Persönlichkeiten

### Söhne und Töchter der Stadt
- Johann Baptist Bommer (1705–1778), Flach- und Fassmaler
- Karl Aloys von Königsegg-Aulendorf (1726–1796), Weihbischof in Köln (Titularbischof von Mysien)
- Hermann von Vicari (1773–1868), von 1843 bis 1868 Erzbischof von Freiburg
- Alfred von Königsegg-Aulendorf (1817–1898), österreichischer General
- Franz Georg Mesmer (1834–1914), württembergischer Oberamtmann
- Franz Josef Paradeis (1860–1936), Arzt und Heimatforscher
- Karl Härle (1872–1962), Landwirt, Ökonomierat, Anteilseigner des Karthäuserhofes in Koblenz
- Karl Bihlmeyer (1874–1942), römisch-katholischer Priester und Theologe
- Fritz Kindel (1874–1928), württembergischer Oberamtmann
- Friedrich Voggenberger, auch Fritz Voggenberger (1884–1924), deutscher Architekt und Innenausstatter
- Erwin Glonnegger (1925–2016), Autor und Spieleerfinder, Träger des Bundesverdienstkreuzes
- Bernd Schröppel (* 1967), Internist und Nephrologe
- Bernd Gnann (* 1973), Schauspieler und Kulturmanager
- Jochen Haug (* 1973), Jurist und AfD-Politiker

### Personen, die in der Stadt gewirkt haben
- Maximilian Friedrich von Königsegg-Rothenfels (1708–1784), von 1761 bis 1784 Erzbischof von Köln
- Konrad Dollinger (1840–1925), Eisenbahnbauinspektor und Baumeister
- Josef Rieck (1911–1970), Buchhändler und Widerstandskämpfer
- Friedrich Brünner (1910–2004), CDU-Politiker, Landwirtschaftsminister Baden-Württemberg
- Gerhard Hennige (* 1940), Leichtathlet (Silber Olympia 1968 in Mexiko), aufgewachsen in Aulendorf
- Kurt Widmaier (* 1950), CDU-Politiker und ehemaliger Landrat des Landkreises Ravensburg
- Karl Honz (* 1951), Europameister 1972 im 400-Meter-Lauf, Geschäftsführer
- Alara Şehitler (* 2006), Fußballspielerin, wuchs in Aulendorf auf und begann ihre Karriere bei der SG Aulendorf[32]